# Dibutylzinn-Verbindungen
Dibutylzinn-Verbindungen (abgekürzt DBT nach englisch Dibutyltin) sind zinnorganische Verbindungen mit zwei Butylgruppen.

## Darstellung
Dibutylzinnhalogenide lassen sich in nahezu quantitativer Ausbeute durch Komproportionierung von Tetrabutylzinn mit Zinnhalogeniden, beispielsweise Zinn(IV)-chlorid (Kocheshkov-Umlagerung) darstellen:
{\displaystyle \mathrm {R_{4}Sn+SnX_{4}\ \xrightarrow {150\,{}^{\circ }C} \ 2\ R_{2}SnX_{2}\ \ R=Butyl\ \ X=Cl,Br} }
Aus Dialkylzinndihalogeniden bilden sich mit Wasser Alkylzinnhydroxide bzw. -oxide.
{\displaystyle \mathrm {R_{2}SnCl_{2}+H_{2}O\ {\xrightarrow {}}\ R_{2}SnO+2\ HCl\ \ R=Butyl} }

## Verwendung
Dibutylzinn-Verbindungen werden als Licht- und Hitze-Stabilisator für PVC eingesetzt. Daneben werden sie als Katalysatoren bei der Herstellung von Polyisocyanaten für Polyurethan-Schäume, -Lacke, -Klebstoffe und -Dichtstoffe, in Acrylsäureestern, Silikonen und Kieselsäureestern verwendet.

## Vertreter
- Dibutylzinnoxid (DBTO)
- Dibutylzinndichlorid (DBTC)
- Dibutylzinndilaurat (DBTL, DBTDL)

## Verwandte Verbindungen
Neben den Dibutylzinn-Verbindungen sind auch zinnorganische Verbindungen mit anderer Zahl an Butylgruppen bekannt, konkret die Monobutylzinn-Verbindungen, die Tributylzinn-Verbindungen und das Tetrabutylzinn.